# Конрад IV фон Тримберг
Конрад IV фон Тримберг (на немски: Konrad (IV) Herr von Trimberg; † 22 март 1306/12 август 1308) от франкската благородническа фамилия Тримберг, е господар на замък Тримберг (1292) при Елферсхаузен в Бавария.

## Произход
Той е син на Конрад фон Тримберг († 1281) и съпругата му Аделхайд фон Вилдберг († 1292), дъщеря на граф Манголд фон Вилдберг († 1277). Брат е на Аделхайд фон Тримберг († сл. 18 ноември 1316), омъжена пр. 25 март 1277 г. за Херман II фон Хенеберг (1250 – 1292), и на Бопо фон Тримберг († сл. 1317), домхер във Вюрцбург (1317).
През 1226 г. замъкът Тримберг е даден за ползване на манастир Вюрцбург. Родът на господарите на Тримберг изчезва по мъжка линия през 1384 г.

## Фамилия
Конрад фон Тримберг се жени за Агнес фон Хоенберг († сл. 1308). Те имат децата:
- Конрад V фон Тримберг (* пр. 1323; † сл. 1370), от император Лудвиг IV издигнат на рицар (1328), женен I. (1323) за Куница Райц фон Бройберг (* пр. 1317; † 24 август 1331), II. пр. 27 април 1347 г. за Елизабет фон Вайлнау († сл. 23 февруари 1366)
- Алберт фон Тримберг († 2 март 1331), домхер във Вюрцбург (1313 – 1331)
- Хайнрих фон Тримберг († сл. 1321)